# Robert Mielhorski
Robert Mielhorski (ur. 14 stycznia 1967 r.) – bydgoski poeta, krytyk literacki, prozaik, historyk literatury oraz profesor nadzwyczajny w Instytucie Filologii Polskiej Uniwersytetu Kazimierza Wielkiego. Debiut literacki w 1989 r. Członek Stowarzyszenia Pisarzy Polskich i PEN Clubu. Stypendysta Prezydenta Bydgoszczy oraz kilkakrotnie Ministra Kultury. Przez dwa lata (1993 – 1995) był redaktorem „Kwartalnika Artystycznego”. Publikował w licznych czasopismach literackich, naukowych oraz antologiach.
W 2021 odznaczony Srebrnym Krzyżem Zasługi.

## Zbiory poezji
- Góra szybowcowa i inne wiersze (1992) - wyd. Instytut Wydawniczy "Świadectwo" - bez nr. ISBN
- Weneckie okna (1993) - wyd. Kujawsko-Pomorskie Towarzystwo Kulturalne - ISBN 83-85327-16-9
- Wybór (1997) - posłowie Janusz Drzewucki - wyd. Kujawsko-Pomorskie Towarzystwo Kulturalne - ISBN 83-85327-43-6
- Inicjały (1999) - wstęp Ludmiła Marjańska - wyd. Miejski Ośrodek Kultury - ISBN 83-910303-1-8
- Kartka z Lisbony (2003) - wyd. Towarzystwo Przyjaciół Sopotu, XVII t. Biblioteki "Toposu" - ISBN 83-919287-0-5
- Poszczególność (2011)

## Inne publikacje
- Rozpadlina (1997) - wyd. Kujawsko-Pomorskie Towarzystwo Kulturalne - ISBN 83-85327-41-X
- Na własny rachunek. Teksty z międzyepoki 1989 – 1997 (1999) - wyd. Towarzystwo Literackie im. S. Piętaka - ISBN 83-910633-4-8
- Strategie i mity nowoczesności (Brzękowski, Lipska i inni) (2008) - wyd. Dom Wydawniczy DUET - ISBN 978-83-61185-43-7